# Кейперсвер
Кейперсвер (нід. Kuipersveer) — селище в нідерландській провінції Південна Голландія. Входить до муніципалітету Гуксе-Вард. Наразі у селищі нараховується близько 20 будинків.